# كالوم لويد
كالوم لويد (بالإنجليزية: Callum Lloyd)‏ (1 يناير 1986 بنوتنغهام في المملكة المتحدة - ) هو لاعب كرة قدم بريطاني في مركز الوسط. لعب مع نادي كيترينغ تاون وHucknall Town F.C. ‏ ونادي مانسفيلد تاون ونادي كينغز لين وهنكلي يونايتد ‏.

## وصلات خارجية
- كالوم لويد على موقع قاعدة بيانات كرة القدم.إي يو (الإنجليزية)
- كالوم لويد على موقع Soccerbase.com (لاعب) (الإنجليزية)